# Rally Príncipe de Asturias de 1986
El Rally Príncipe de Asturias de 1986, oficialmente 23.º Rally Internacional Príncipe de Asturias, fue la vigésimo tercera edición, la 40 cita de la temporada 1986 del Campeonato de Europa de Rally y la octava de la temporada 1986 del Campeonato de España de Rally. Se celebró del 20 al 21 de septiembre y contó con un itinerario de veinticuatro tramos que sumaban un total de 293,7 km cronometrados.

## Clasificación final
| Pos. | Piloto              | Copiloto              | Automóvil            | Tiempo  | Diferencia |
| ---- | ------------------- | --------------------- | -------------------- | ------- | ---------- |
| 1.   | Fabrizio Tabaton    | Luciano Tedeschini    | Lancia Delta S4      | 3:01:17 | 0.0        |
| 2.   | Carlos Sainz        | Antonio Boto          | Renault 5 Maxi Turbo | 3:03:18 | +2:01      |
| 3.   | Antonio Zanini      | Josep Autet           | Ford RS200           | 3:05:31 | +4:14      |
| 4.   | Beny Fernández      | José López Orozco     | Opel Manta 400       | 3:07:41 | +6:24      |
| 5.   | Jesús Puras         | Pedro Casares         | Renault 5 Turbo      | 3:21:32 | +20:15     |
| 6.   | Alfonso Loza        | Manuel Larrarte       | Opel Kadett GSI      | 3:23:40 | +22:23     |
| 7.   | Juan Carlos Pradera | Francisco Zubizarreta | Peugeot 205 GTI 1.6  | 3:26:36 | +25:19     |
| 8.   | Rafael Colomer      | Francisca Montaña     | Renault 5 GT Turbo   | 3:30:01 | +28:44     |
| 9.   | José Luis Graña     | Tomás Morales         | Seat Ibiza 1.5 GLX   | 3:32:22 | +31:05     |
| 10.  | Evangelino Otero    | Eduardo Piñón         | Opel Corsa SR        | 3:33:34 | +32:17     |